# Podmelec
Podmelec je naselje v Občini Tolmin.